# Колгуев
Колгу́ев, устар. Калгуев (нен. Холӈгов) — остров в Северном Ледовитом океане на востоке Баренцева моря. В административном отношении является частью Ненецкого автономного округа России.

## Происхождение названия
О происхождении инсулонима «Колгуев» существуют разные версии. Согласно одной из них, название острову дали поморы в честь рыбака Ивана Калгова, пропавшего без вести в водах, омывающих остров. По другой версии, название острова произошло от прибалтийско-финского слова коллагуе, что переводится как «треугольник» или «треугольный».

## История
Колгуев известен русским с конца XVI — начала XVII вв. Постоянное население (ненцы) появилось на острове в XVIII веке.

## География
Расположенный к востоку от Канинского полуострова, в 80 км от континента (от которого отделён Поморским проливом), остров Колгуев имеет площадь 3728 км². Он омывается Баренцевым морем, восточный берег острова омывается Печорским морем. Протяжённость острова в меридиональном направлении — около 100 км, в широтном — около 60 км. Это зона тундры с характерной для неё растительностью. Остров сложен рыхлыми четвертичными отложениями. Рельеф острова в центральной части слабо холмистый, расчленённый сравнительно глубокими долинами ручьёв и рек, имеются моренные гряды. Наиболее возвышенная точка имеет высоту около 170 м над уровнем моря. Берега мало изрезаны, по большей части высоки и обрывисты. В южной и северной части острова расположены плоские морские террасы. Они сильно заболочены и заозёрены. Самым крупным озером является озеро Песчаное, имеющее происхождение от морской лагуны и расположенное на восточном краю острова. Рядом с ним с 1986 года разрабатывается Песчаноозёрское нефтяное месторождение. 
На юге острова расположен посёлок Бугрино́, где проживают около 400 человек и который является административным центром МО Колгуевский сельсовет. Остров Колгуев располагается примерно в 200 км к северо-западу от города Нарьян-Мар, административного центра Ненецкого автономного округа. В 2005 году было образовано муниципальное образование Колгуевский сельсовет, единственным населённым пунктом которого является посёлок Бугрино.
Сообщение между континентом и островом осуществляется по морю, а также авиатранспортом. Регулярные авиарейсы один раз в 2 недели из Нарьян-Мара выполняются в посёлок Бугрино на вертолёте Ми-8. Открытие на Песчаноозёрском месторождении аэропорта Песчанка позволяет с ноября 2002 года принимать в течение всего года самолёты средней величины (Як-40, Ан-24 и Ан-26). Рейсы выполняются в Мурманск.

### Климат
На острове субарктический, очень сырой климат, при котором минимальные температуры достигают −45 °C, а максимальные +30 °C. Долгота дня колеблется от 0 часов в декабре (полярная ночь) до 24 часов в июне (полярный день). Остров постоянно подвергается действию ветров, юго-западного зимой (с января по май) и северо-восточного в остальное время года. Среднегодовое количество осадков равно 344 мм.
| Показатель                    | Янв.  | Фев.  | Март  | Апр.  | Май   | Июнь | Июль | Авг. | Сен. | Окт.  | Нояб. | Дек.  | Год   |
| ----------------------------- | ----- | ----- | ----- | ----- | ----- | ---- | ---- | ---- | ---- | ----- | ----- | ----- | ----- |
| Абсолютный максимум, °C       | 2,3   | 1,7   | 2,3   | 8,7   | 18,5  | 27,4 | 30,0 | 29,2 | 20,3 | 12,0  | 5,8   | 4,4   | 30,0  |
| Средний суточный максимум, °C | −7,7  | −8,7  | −6,7  | −3,1  | 1,1   | 6,7  | 10,6 | 10,8 | 8,0  | 2,6   | −1,7  | −4,1  | 0,7   |
| Средняя температура, °C       | −10,5 | −11,5 | −9,5  | −5,5  | −1,1  | 3,8  | 8,3  | 8,3  | 5,8  | 0,9   | −3,8  | −6,5  | −1,8  |
| Средний суточный минимум, °C  | −13,7 | −14,9 | −12,6 | −8,3  | −3    | 1,8  | 5,8  | 6,0  | 3,7  | −1,3  | −6,5  | −9,4  | −4,4  |
| Абсолютный минимум, °C        | −37,6 | −40,1 | −36   | −31,6 | −22,5 | −6,2 | −2,4 | −2,9 | −6,3 | −21,2 | −27,5 | −35,5 | −40,1 |
| Норма осадков, мм             | 22    | 18    | 17    | 16    | 16    | 32   | 31   | 38   | 41   | 45    | 26    | 29    | 315   |
| Источник: Погода и климат     |       |       |       |       |       |      |      |      |      |       |       |       |       |

## Палеонтология
В районе скважины Песчаноозёрская-35 в отложениях раннего триасового периода (нижнеоленёкский подъярус) обнаружены ископаемые остатки темноспондильной амфибии Wetlugasaurus malachovi.

## Население и социальные условия
Население посёлка Бугрино — около 320 человек (ненцы, русские, коми и украинцы).
Остальную часть населения острова составляют около 250 работников компании ЗАО «АрктикНефть», на Песчаноозёрском нефтяном месторождении. Они работают вахтовым методом и сменяются каждые 52 дня.
Общение между этими двумя мирами ограничено. Компания «АрктикНефть» предприняла ряд акций совместно с администрацией Ненецкого автономного округа для улучшения условий существования ненцев на острове. Это сотрудничество проявляется, в частности, в оказании медицинской помощи специалистами Архангельского медицинского университета.
Численность населения острова на 1 января 2011 года — 436 человек. На острове насчитывается 77 безработных, из них специальность имеют только 14.

## Флора и фауна

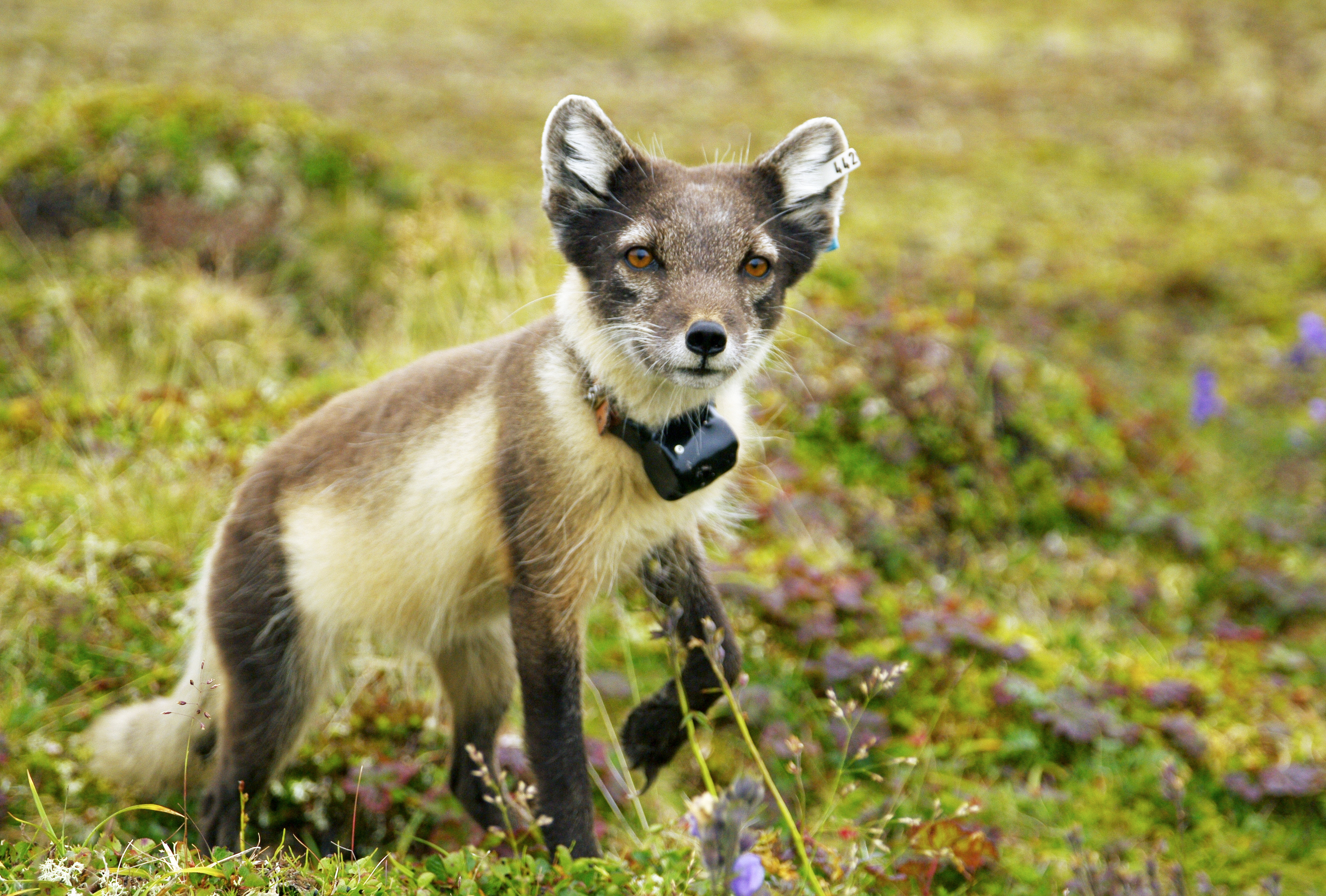
Самка песца (Alopex lagopus) со спутниковым передатчиком для изучения её передвижений в зимний период на острове Колгуев

Большая часть флоры характерна для арктических, субарктических и арктико-альпийских регионов. Тундра представлена прежде всего кустарниками и травами; различают северную тундру, расположенную в основном на севере и западе острова, и южную тундру, расположенную в его южной и восточной частях. Кустарниковый страт состоит из берёзы карликовой (Betula nana), которая распространена очень широко, а также нескольких видов ивы (Salix glauca, Salix lanata, Salix phylicifolia и др.).
Большинство редких видов, произрастающих на острове, расположены на восточной, западной или северной границе области своего распространения. Так, Колгуев находится на северной границе распространения таких видов, более типичных для тайги, как Catabrosa aquatica, или Gnaphalium sylvaticum (syn. Omalotheca sylvatica), на восточной границе распространения Puccinellia coarctata, и на западной границе распространения таких видов, как Arnica iljinii, Eriophorum brachyantherum, и Antennaria lanata.
Тундра является чрезвычайно чувствительной средой. В зависимости от типа почвы, значительное нарушение растительного покрова восстанавливается на 90 % только через 3-5 лет для трав и мхов и только лишь на 20 % для кустарников. Обнажённые почвы очень чувствительны к эрозии, вызываемой ветром и осадками.
Из-за сурового климата и удалённости от континента фауна на острове малоразнообразна. Она также, несомненно, является одной из наименее изученных среди всех островов севера Европы. Основную часть животного мира составляют белые медведи, лисы, песцы, зайцы и моржи.

## Экономика
Основные занятия населения посёлка Бугрино — оленеводство и рыболовство. Бугрино — база СПК «Колгуевский». В 2013—2014 годах, из-за отсутствия достаточного количества корма, на острове Колгуев произошёл массовый падёж оленей. Поголовье сократилось с 12 000 до 200—400 голов (по другим данным, до 50 голов). В оленеводческом совхозе осталось четыре работника. Случаются перебои со снабжением населения.
«АрктикНефть» является, наряду с ОАО «Арктикморнефтегазразведка», специализирующимся на разведке месторождений нефти, единственным континентальным предприятием, получившим лицензию на ведение работ на острове. Исследование острова началось в 1980 году. В 1983 году было открыто Песчаноозёрское нефтяное месторождение.
В настоящее время эксплуатируются только нефтяные месторождения. Для добычи газа необходимо строительство новых инфраструктур. «АрктикНефть» ведёт все операции по разведке, бурению, добыче, хранению и транспортировке сырой нефти. Месторождения на острове отличного качества, с очень низким содержанием серы. Эксплуатируется 52 скважины (на ноябрь 2002 года), которые дают около 100 000 тонн нефти в год.
Транспортировка сырой нефти на острове между различными участками добычи, переработки и хранения осуществляется по нефтепроводу. Вывоз производится морским путём летом и осенью: танкеры вместимостью в среднем 30 000 тонн загружаются прямо в море, в 5000 метров от побережья при помощи плавучего нефтепровода (дюкера). Вся нефть экспортируется в Роттердам.
Штат работников состоит из бригад нефтяников и буровиков, двух бригад, обслуживающих скважины, транспортного персонала и работников административных служб. Эксплуатация осуществляется двумя бригадами по 150 человек каждая, которые меняются каждые 52 дня. Перевозка людей и оборудования с острова на континент и обратно осуществлялась до конца 2002 года в зимнее время вертолётом, соединявшим Архангельск, Мурманск или Нарьян-Мар с Колгуевым, а в летнее и осеннее время пароходом, курсирующим между Мурманском и островом. С ноября 2002 года «АрктикНефть» располагает взлётно-посадочной полосой, способной принимать самолёты среднего размера (Як-40, Ан-24 и Ан-26), которую компания использует главным образом для собственных нужд, но также и для нужд остального населения острова, в частности, жителей посёлка Бугрино.

## В культуре
Исследованию Колгуева посвящена книга Василия Голованова «Остров, или Оправдание бессмысленных путешествий».